# Pál Vasvári
Pál Vasvári (* 26. Mai 1957 in Budapest; † 23. Juni 2016) war ein ungarischer Jazz-Bassist, Komponist und Musikproduzent. Er spielte E-Bass wie auch Kontrabass.

## Leben
Vasvári studierte Kontrabass am Béla-Bartók-Konservatorium in Budapest und machte dort 1981 seinen Abschluss. Ab 1979 war er professioneller Jazz-Musiker und spielte als Bassist zunächst bei der Gruppe Bacillus und dem Kőszegi Quartett. Im Jahr 1984 gründete er seine erste eigene Band und intensivierte das Komponieren und Arrangieren. 1986 entstand zusammen mit dem Pianisten Béla Szakcsi Lakatos das Magyar Jazz Quartet. Im Jahr 2000 gründete er zusammen mit dem Violinisten Frankie Látó und dem Gitarristen Miklós Birta das Vasvári String Trio. Er arbeitete auf der Bühne wie auch im Studio regelmäßig mit ausländischen Musikern, wie etwa Dave Samuels, Alex Acuña, Russell Ferrante oder Mike Stern, zusammen. Sein Album Outsider der Pál Vasvari and the Soul Six Band ist 2011 erschienen.

## Musikgruppen (Auswahl)
Pál Vasvári war Mitglied der folgenden Formationen:
- Bacillus
- Dębski-Vasvári Group
- Hungarian World Music Orchestra
- In Line Project
- Kőszegi Quartet
- Magyar Jazz Quartett
- Tony Lakatos Group
- Twin Lines Project
- Vasvári String Trio
- Vasvári Pál and the Soul Six Band

## Diskographische Hinweise
- Don’t Stop, 1990, Hungaroton-Krém
- Montreal Ballad, 1991, Proton
- Vasvári Pál feat. In Line Group, 1991, Zsolt Audio
- In Line Again, 1992, Newsic
- Vasvári Pál String Trio: Azur, 2001, Partisan Records Kft.
- Tales of the Princess, 2001, Partisan Records Kft.
- Night Runner, 2004, brüll note records
- Pál Vasvari and the Soul Six Band: Outsider, 2011